# Rhagio diadema
Rhagio diadema är en tvåvingeart som först beskrevs av Fabricius 1775.  Rhagio diadema ingår i släktet Rhagio och familjen snäppflugor. Inga underarter finns listade i Catalogue of Life.